# کچیلی (شمکور)
کچیلی (به لاتین: Keçili) یک منطقه مسکونی در جمهوری آذربایجان است که در شهرستان شمکور واقع شده است. کچیلی ۵۷۰۴ نفر جمعیت دارد.